# Lista över fornlämningar i Borgholms kommun (Egby)
Lista över fornlämningar i Borgholms kommun (Egby) är en förteckning av ett urval av de fornlämningar som finns i Egby i Borgholms kommun.
| Namn      | Lämningstyp                      | Tillkomsttid | Historisk indelning | Plats | Läge                 | ID-nr          | Bild                                 |
| --------- | -------------------------------- | ------------ | ------------------- | ----- | -------------------- | -------------- | ------------------------------------ |
| Egby 1:1  | Röse                             |              | Egby, Öland         |       | 56.865819, 16.846479 | 10079700010001 | Ladda upp en bild av detta fornminne |
| Egby 2:1  | Husgrund, förhistorisk/medeltida |              | Egby, Öland         |       | 56.865598, 16.848446 | 10079700020001 | Ladda upp en bild av detta fornminne |
| Egby 4:1  | Husgrund, förhistorisk/medeltida |              | Egby, Öland         |       | 56.864658, 16.847121 | 10079700040001 | Ladda upp en bild av detta fornminne |
| Egby 4:2  | Husgrund, förhistorisk/medeltida |              | Egby, Öland         |       | 56.864678, 16.847567 | 10079700040002 | Ladda upp en bild av detta fornminne |
| Egby 5:1  | Husgrund, förhistorisk/medeltida |              | Egby, Öland         |       | 56.863807, 16.847320 | 10079700050001 | Ladda upp en bild av detta fornminne |
| Egby 9:1  | Husgrund, förhistorisk/medeltida |              | Egby, Öland         |       | 56.868068, 16.848892 | 10079700090001 | Ladda upp en bild av detta fornminne |
| Egby 10:1 | Stensättning                     |              | Egby, Öland         |       | 56.869909, 16.847532 | 10079700100001 | Ladda upp en bild av detta fornminne |
| Egby 10:2 | Stensättning                     |              | Egby, Öland         |       | 56.869370, 16.845832 | 10079700100002 | Ladda upp en bild av detta fornminne |
| Egby 11:1 | Röse                             |              | Egby, Öland         |       | 56.873652, 16.797148 | 10079700110001 | Ladda upp en bild av detta fornminne |
| Egby 11:2 | Stensättning                     |              | Egby, Öland         |       | 56.873792, 16.797423 | 10079700110002 | Ladda upp en bild av detta fornminne |
| Egby 13:1 | Gravfält                         |              | Egby, Öland         |       | 56.884107, 16.818922 | 10079700130001 | Ladda upp en bild av detta fornminne |
| Egby 13:2 | Grav markerad av sten/block      |              | Egby, Öland         |       | 56.883983, 16.818574 | 10079700130002 | Ladda upp en bild av detta fornminne |
| Egby 15:1 | Grav markerad av sten/block      |              | Egby, Öland         |       | 56.891137, 16.821932 | 10079700150001 | Ladda upp en bild av detta fornminne |
| Egby 16:1 | Husgrund, förhistorisk/medeltida |              | Egby, Öland         |       | 56.868923, 16.799600 | 10079700160001 | Ladda upp en bild av detta fornminne |
| Egby 16:2 | Husgrund, förhistorisk/medeltida |              | Egby, Öland         |       | 56.868762, 16.799593 | 10079700160002 | Ladda upp en bild av detta fornminne |
| Egby 17:1 | Husgrund, förhistorisk/medeltida |              | Egby, Öland         |       | 56.867249, 16.796880 | 10079700170001 | Ladda upp en bild av detta fornminne |
| Egby 18:1 | Stensättning                     |              | Egby, Öland         |       | 56.877658, 16.854094 | 10079700180001 | Ladda upp en bild av detta fornminne |
| Egby 18:2 | Stensättning                     |              | Egby, Öland         |       | 56.877885, 16.854132 | 10079700180002 | Ladda upp en bild av detta fornminne |
| Egby 19:1 | Husgrund, förhistorisk/medeltida |              | Egby, Öland         |       | 56.879397, 16.848652 | 10079700190001 | Ladda upp en bild av detta fornminne |
| Egby 19:2 | Husgrund, förhistorisk/medeltida |              | Egby, Öland         |       | 56.879470, 16.848360 | 10079700190002 | Ladda upp en bild av detta fornminne |
| Egby 21:1 | Husgrund, förhistorisk/medeltida |              | Egby, Öland         |       | 56.872798, 16.797376 | 10079700210001 | Ladda upp en bild av detta fornminne |
| Egby 22:1 | Grav markerad av sten/block      |              | Egby, Öland         |       | 56.875023, 16.799671 | 10079700220001 | Ladda upp en bild av detta fornminne |
| Egby 22:2 | Grav markerad av sten/block      |              | Egby, Öland         |       | 56.875004, 16.799495 | 10079700220002 | Ladda upp en bild av detta fornminne |
| Egby 23:1 | Husgrund, förhistorisk/medeltida |              | Egby, Öland         |       | 56.890321, 16.808665 | 10079700230001 | Ladda upp en bild av detta fornminne |
| Egby 56:1 | Stensättning                     |              | Egby, Öland         |       | 56.895537, 16.806834 | 10079700560001 | Ladda upp en bild av detta fornminne |
| Egby 56:2 | Stensättning                     |              | Egby, Öland         |       | 56.895402, 16.806896 | 10079700560002 | Ladda upp en bild av detta fornminne |